# سینمای کلاسیک هالیوود

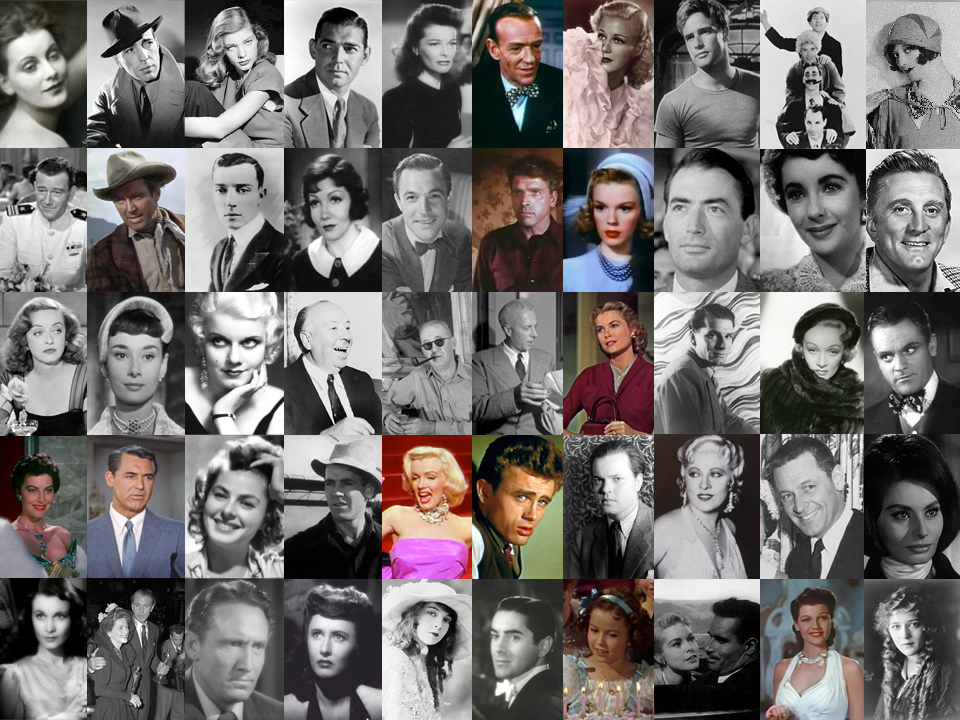
عصر طلایی هالیوود

سینمای کلاسیک هالیوود (به انگلیسی: Classical Hollywood cinema) یا روایت کلاسیک هالیوود، اصطلاحاتی در تاریخ سینما می‌باشد که هر دو بر نوعی سبک دیداری و شنیداری معیّن در ساخت تصاویر متحرک و نحوه تولید آن‌ها گفته می‌شوند. این سبک در صنعت فیلمسازی آمریکا تقریباً بین سال‌های ۱۹۱۰ تا ۱۹۶۰ میلادی مورد استفاده بوده‌است.
اساساً آثار سبک کلاسیک، بر مبنای اصل ویرایش مداوم و با سبک و شیوهٔ «نامرئی» ساخته می‌شدند. یعنی، نه حضور دوربین و نه حضور ابزارهای صدابرداری، هیچ‌یک توجه کسی را جلب نمی‌کرد و برای هیچ‌کس محسوس نبود. (این همان ویژگیست که ممکن است در کارهای مدرن یا پست مدرن نیز به چشم بخورد).

## عصر طلایی
عصر طلایی هالیوود، در تاریخ سینمای آمریکا، اصطلاحاً به دورانی گفته می‌شود که از پایان دوران سینمای صامت، یعنی از اواخر دهه ۱۹۲۰ میلادی آغاز شده و تا حدود دهه ۱۹۶۰ میلادی به طول می‌انجامد. در طی این دوران، که دورانی پربار در صنعت سینما محسوب می‌شود، تعداد بسیار زیادی فیلم توسط استودیوهای فیلمسازی هالیوود تولید گردید.

## پیشینه
بدون تردید آغاز عصر طلایی را می‌توان از فیلم معروف خواننده جاز که در سال ۱۹۲۷ ساخته و اکران شد، تلقی نمود. قابلیت و حسن اصلی این فیلم، در استفادهٔ آن از صدا معرفی شده بود و همین ویژگی (ویژگی ناطق بودن فیلم)، موجب افزایش چشمگیر فروش آن و گیشهٔ بسیار خوب برای آن گردید. در این دوران اغلب فیلم‌های سینمایی ساخته شده توسط هالیوود، در ژانرهای وسترن، کمدیهای بزن بکوب (شاد و مفرّح و پرماجرا)، ژانر فیلم موزیکال، کارتون و انیمیشن، یا ژانر بیوپیک (فیلم‌های مربوط به زندگینامه افراد) می‌گنجیدند و معمول چنان بود که تیم‌های سازندهٔ هر کدام از فیلم‌های یک استودیو، اغلب در سایر فیلم‌های ساخته شده توسط همان استودیو نیز، فعال بودند.
امّا پس از فیلم خواننده جاز که در سال ۱۹۲۷ منتشر شد، کمپانی برادران وارنر موفقیت بسیار بزرگ و عمده‌ای به دست آورد و آن موفقیت این بود که این کمپانی در سال ۱۹۲۸، بعد از خریداری مجموعه تئاترهای استنلی و تمامی محصولات و متعلقات آن‌ها در سطح کشور آمریکا، توانست که خط سیر مشخصی در سینما به دست بیاورد. به همین ترتیب، سایر کمپانی‌های بزرگ فیلمسازی نیز در راستای تصاحب تئاترهای مخصوص به خود گام برداشتند: شرکت MGM که از زمان شکل‌گیری خود در سال ۱۹۲۴، اقدام به تصاحب زنجیره‌ای از تئاترهای گوناگون کرده بود، این مجموعه را به نامتئاتر Loews نامگذاری کرد و همچنین کمپانی فاکس نیز، به همان ترتیب مجموعه تئاترهای زنجیره‌ای متعلق به خود را تئاترهای فاکس خواند. در عین حال، شرکت RKO نیز، در سال ۱۹۲۸ از ادغام میان تئاتر کیت - اورفئوم و شرکت رادیویی آمریکا شکل گرفت و یک مجموعهٔ دیگر تئاتری را که متعلق به این شرکت بود، پدیدآورد.
اما در میان شرکت‌های پیش گفته، شرکت RKO در پاسخ به انحصاری که شرکت الکتریکی ERPI غرب، تا آن زمان در زمینهٔ استفاده از صدا در بیشتر فیلم‌هایش داشت و از پس این کار به خوبی برمی‌آمد، شکل گرفت و از طریق روش شناخته شده فوتو فونیک، شروع به استفاده از صدا در فیلم‌های خود نمود.
کمپانی پارامونت نیز، که پیش از آن و در سال ۱۹۲۶، بالابان و کاتز را به دست آورده بود، و در واکنش به موفقیت دو کمپانی برادران وارنر و RKO، اقدام به خرید تعدادی سالن از اواخر سال ۱۹۲۰ کرده بود، قبل از این که به خریدهای نهایی خود در این راستا در سال ۱۹۲۹ بپردازد، تلاش نمود تا از طریق دستیابی به تمامی سالن‌های تئاتر شخصی در منطقهٔ دیترویت، بر تئاتر دیترویت تسلط پیدا کند و سود و منفعت بسیاری را در گیشه‌ها متوجه خود سازد.
در این دوران هنرمندان هریک از تئاترها نیز معمولاً با کمپانی تصاحب‌کنندهٔ آن کار می‌کردند. به عنوان مثال، کردیک جیبونز و هربرت استوتهارت، همیشه بر روی فیلم‌های کمپانی MGM کار می‌کردند، آلفرد نیومن، برای مدتی حدود ۲۰ سال، در کمپانی فاکس قرن بیستم فعال بود، سیسیل ب دومیل، تقریباً تمام فیلم‌های خودش را در پارامونت ساخت، و فیلم‌های هنری کینگ نیز، بیشتر برای فاکس قرن بیستم ساخته شد، و به همین ترتیب الی آخر…
در این دوران، گرچه ساخت فیلم هنوز به صورت کسب و کار پر رونقی در نیامده بود، اما با این حال، شرکت‌های فیلمسازی از طریق تجهیز استودیوهای تصویربرداری خود، پول بسیار بدست می‌آوردند و به هزاران نفر از دست‌اندرکاران ساخت فیلم‌ها در استودیوهای بزرگ خود، حقوق و دستمزد می‌پرداختند. از جمله بازیگران، تهیه‌کنندگان، کارگردانان، نویسندگان، بدل کاران، پرسنل فنی و تکنسین‌ها، همگی جزو این حقوق بگیران بودند.
کمپانی‌های بزرگ همچنین صدها سالن تئاتر در شهرستان‌ها و شهرهای سرتاسر آمریکا داشتند، که این تئاترها همواره در حال نمایش فیلم‌های تولیدی کمپانی‌های مختلف بودند و همیشه به فیلم‌های تازه برای نمایش نیاز داشتند.

## دهه ۳۰

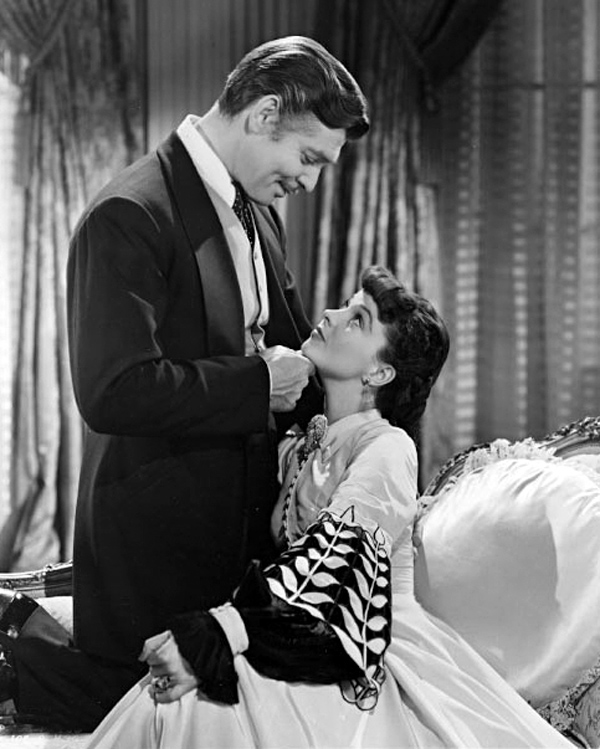
برباد رفته،کلارک گیبل و ویویان لی

در سال ۱۹۳۰، و در دوران رئیس‌جمهوری پرزیدنت ویل‌های، MPDDA (مجمع دولتی فیلمسازان آمریکا) اقدام به تأسیس مؤسسه‌ای، موسوم به هایز کد نمود که یکی از اقدامات آن صدور دستورالعمل سانسور بود و بر اثر همین دستورالعمل و پس از تهدیدهای دولت روند سانسور فیلم‌ها گسترش یافت. روندی که از سال ۱۹۳۰ آغاز شد، اما با این حال تحمیل دستورالعمل کو سانسورهای حاصل از آن تنها تا سال ۱۹۳۴ تداوم یافت، یعنی تا پس از آن که لژیون تعیین شایستگی (صلاحیت) وابسته به سازمان جدید کلیسای کاتولیک [که ظاهراً در روند اعمال دستورالعمل سانسور، اظهار نظر می‌نمود]، از ساخت فیلم‌هایی با بازی می وست همچون: او اشتباه خود را کرد یا فیلم من فرشته نیستم، که حاوی برخی صحنه‌های موفقیت‌آمیز با ظواهر جنسی بودند، وحشت‌زده شد و تهدید کرد که اگر به خواسته‌های کلیسا ترتیب اثر داده نشود، این فیلم‌ها را تحریم خواهد نمود، و بعلاوه تأکید گردید تمامی فیلم‌هایی که مجوّز دولتی بر مبنای دستورالعمل سانسور کُد، از دولت اخذ ننموده‌اند، ناگزیر به پرداخت جریمه نقدی برابر با ۲۵٫۰۰۰ $ (دلار) خواهند بود و دیگر نمی‌توانند که از اکران فیلم‌ها در تئاترهای خود، سود ببرند. بدین ترتیب MPDDA تئاترهای زیادی را در سطح کشور تصاحب کرد و مالک پنج استودیوی بزرگ شد.
در طول دههٔ ۱۹۳۰ میلادی، و همچنین در دورانی طولانی از از عصر طلایی، کمپانی MGM صنعت سینما را تحت سلطهٔ خود داشت و تعداد زیادی از ستاره‌های مطرح سینمای هالیوود در فیلم‌های این کمپانی ایفای نقش می‌کردند و برای ستاره‌های سینما نیز حضور در این فیلم‌ها نوعی اعتبار محسوب می‌شد. از جملهٔ برخی از ستاره‌های بزرگ سینما که برای MGM در زمان‌های مختلف به ایفای نقش پرداختند، می‌توان به این افراد که به سلاطین هالیوود مشهورند، اشاره نمود:
کلارک گیبل،هامفری بوگارت، اینگرید برگمن، گرتا گاربو، جوآن کراوفورد، جین هارلو، گری کوپر، مری پیکفورد، هنری فوندا، مریلین مونرو، مارلون براندو، الیزابت تیلور، اوا گاردنر، جیمز استوارت، کاترین هپبورن، ویوین لی، گریس کلی، جین کلی، بت دیویس، گلوریا استوارت، فرد آستر، جینجر راجرز، جان وین، باربارا استانویک، جان باریمور، آدری هپبورن، باستر کیتون، جودی گارلند.
یکی دیگر از دستاورد بزرگ سینمای آمریکا در طول این دوره از طریق انیمیشن‌های والت دیزنی بدست آمد. در سال ۱۹۳۷، والت دیزنی موفق‌ترین فیلم دوران خود، یعنی انیمیشن سفیدبرفی و هفت کوتوله را ساخت.
بسیاری از مورخان سینمایی، معتقدند که بسیاری از آثار سینمایی بزرگی که از این دوران برآمده‌اند، در شرایطی منضبط ساخته شده‌اند، و فیلم‌های این دوره جزو فیلم‌های بسیار منظم محسوب می‌شوند. امّا یکی از دلایلی که ساخت این قبیل فیلم‌ها را ممکن می‌کرد این بود که با ساخت بسیاری از این فیلم‌ها، هیچ تهیه‌کننده و سرمایه گزاری ناچار به تحمل یک ضربه و فشار بزرگ نبود. به عنوان یک نمونه از این قبیل فیلم‌ها، می‌توان به فیلمی اشاره کرد که تنها در یک استودیو و با بودجه‌ای متوسط و با فیلمنامه‌ای خوب، و با حضور جمعی از بازیگران نسبتاً ناشناخته تولید گردید:
همشهری کین، فیلمی به کارگردانی اورسن ولز که اغلب و در بسیاری از نظرسنجی‌ها به عنوان بزرگترین فیلم سینما در تمام دوران‌ها در نظر گرفته می‌شود، فیلمی است که با تمام توضیحات ارائه شده در مورد ویژگی‌های فیلم‌های این دوران مطابقت دارد.
در موارد دیگر، کارگردانانی بودند که با عزمی آهنین و اراده‌ای مستحکم، برای رسیدن به چشم‌انداز هنری خود، به مبارزه با استودیوهای فیلمسازی پرداختند. از جملهٔ این کارگردانان می‌توان به افرادی مانند هوارد هاکس، آلفرد هیچکاک و فرانک کاپرا اشاره نمود.
امّا شاید بتوان نقطهٔ اوج بهره‌گیری از سیستم استودیویی در ساخت فیلم‌ها را بتوان در سال ۱۹۳۹ نشان داد، یعنی زمانیکه که شاهد خلق و انتشار آثار کلاسیک به‌یادماندنی همچون: جادوگر شهر از، بربادرفته، دلیجان، آقای اسمیت به واشینگتن می‌رود، بلندی‌های بادگیر، فقط فرشتگان بال دارند، نینوتچکا، و نیمه شب بودند.
در میان سایر فیلم‌هایی که در حال حاضر، جزو فیلم‌های دوران طلایی سینمای هالیوود در نظر گرفته می‌شوند، می‌توان به آثار کلاسیک زیر نیز اشاره کرد:
کازابلانکا، چه زندگی شگفت‌انگیزی، در یک شب اتفاق افتاد، کینگ کونگ، همشهری کین، بعضی‌ها داغشو دوست دارند، همه چیز درباره ایو، سوپ اردک، پرورش بیبی، شمال از شمال غربی، شام در ساعت هشت، شورش بدون دلیل، غرامت مضاعف، شورش در کشتی بونتی، روشنایی‌های شهر، رودخانه سرخ، پنجره پشتی، آواز در باران، مرد من گادفری، کلاه سیلندری، تعطیلات رومی، و سابرینا.

## سبک
سبک کلاسیک سینمای هالیوود، به گونه‌ای شفاف توسط دیوید بوردول تشریح شده‌است. وی معتقد است که سبک مذکور به شدت از ایده‌های عصر رنسانس و دوران تجدید حیات بشری تأثیر پذیرفته بود و این ویژگی را می‌توان نقطه کانونی این سبک دانست.
بنابراین، می‌توان گفت که پیشبرد روایت کلاسیک همیشه از طریق انگیزه‌های روانی انجام می‌پذیرد. بدین معنا که در روایت کلاسیک، همواره داستان اراده یک شخصیت انسانی و مبارزه او با موانع متعدد در راه پیمودن به سمت یک هدف مشخص تعریف می‌گردد. جنبه‌های دیگر روایت همچون فضای رخ دادن حوادث و زمان آن‌ها به ماهیت و طرز شکل‌گیری روایت وابسته‌است و معمولاً از دو خط تبعیت می‌کند: یا روایتی عاشقانه در کار است که با گره‌های متعددی در هم تنیده شده و رفع این قبیل گره‌ها بازگو می‌شود یا در مورد فیلم‌های آلفرد هیچکاک، روایت به حل معمای یک جرم یا جنایت می‌پردازد.
امّا عنصر زمان در روایت کلاسیک هالیوود روند مستمری را طی می‌کند، و اجزای روایت منظم و پی در پی روایت می‌شوند. در این سبک روایت، استفاده از زمان غیر خطی، یعنی تغییر گاه‌وبیگاه زمان روایت، تنها هنگامی اتفاق می‌افتد که بنا بر نشان دادن عملکرد غیرواقعی شخصیت‌ها و توجه دادن به وضع اوهام گونهٔ آنان باشد. دستکاری در قالب داستان در این نوع روایت، تنها وقتی مجاز است که به اقتضای بازگویی داستان، ضرورت چنین دستکاری (در عنصر زمان)، پدید آمده باشد. این مورد در بیشتر موارد برای دنبال کردن خاطرات شخصیت اصلی یا کندوکاو در حافظهٔ او، صورت می‌گیرد. به عنوان مثال در این مورد می‌توان به فیلم کازابلانکا اشاره کرد.
به همین ترتیب، در مورد عنصر فضای روایت کلاسیک می‌توان گفت که این روایت در تلاش است تا بر دو بعد زمان و مکان غلبه کند و ضمن مخفی کردن این ابعاد دوگانهٔ فیلم، تماشاگر را به‌طور کامل در جریان فیلم قرار دهد (به همین دلیل این روایت را، گاهی سبک نامرئی نیز خوانده‌اند) در این راستا این سبک، به شدت بر برداشتن تصویر از صورت و بدن انسان متمرکز شده‌است. طوری‌که اکثر شاتهای فیلم‌های کلاسیک بر روی حرکات یا اصطلاحات مربوط به صورت و بدن شخصیت‌های داستان متمرکز است. (دو لغت متداول مدیوم لانگ و مدیوم شات در توصیف این شات‌ها مناسب است). در همین ارتباط، آندره بازن، یک بار فیلم کلاسیک را به یک بازی با عکس‌های واقعی مقایسه نمود که در آن بروز اتفاقات کاملاً عینی و واقعی به نظر می‌رسند و کار دوربین تنها این است که ما را در بهترین حالت ممکن، برای تماشا کردن تمامی اتفاقات قرار می‌دهد.
این طرز مواجههٔ روایت کلاسیک با فضا، شامل چهار جنبهٔ اصلی است: اول قرار داشتن در مرکز، دوم حفظ تعادل و توازن، سوم قرار داشتن در جلو یا روبرو، و بالاخره چهارم، توجه به عمق.
جنبهٔ اول یا تمرکز، بدین معناست که افراد یا اشیاء حائز اهمیت در روایت، عمدتاً در بخش مرکزی از قاب یا فریم تصویر قرار می‌گیرند و هرگز از محدودهٔ تمرکز فیلم خارج نمی‌شوند. جنبهٔ دوم، یعنی توازن اشاره به تعادل و توازن در ترکیب بصری اجزای روایت دارد، یعنی هریک از شخصیت‌ها، صفات و اجزای روایت، به‌طور مساوی در طول هر قاب (فریم) توزیع شده‌است. در مورد جنبه‌های سوم و چهارم نیز باید گفت که در این سبک روایت، تماشاگر در روبرو فرض شده و همه چیز به شیوه‌ای ماهرانه به سمت تماشاگر (مخاطبی که در روبروست)، طراحی و تنظیم شده‌است. از جمله نورپردازی (اغلب با بهره از نور سه نقطه) و سایر موارد، به گونه‌ای که امکان تفکیک و تشخیص پیش زمینهٔ تصاویر از پس زمینهٔ آن‌ها مهیّا باشد (توجه به عمق)، طراحی شده‌است.
شخصیت‌ها در سینمای کلاسیک هالیوود، به‌طور معمول جزو عوامل سببی محسوب می‌شوند، یعنی به گونه‌ای اتفاقی و موقت، و بر حسب الگوی داستان معرفی می‌شوند و قضا و قدری به‌شمار می‌آیند. آن‌ها همچنین دارای صفاتی هستند که به روشنی تعریف پذیر است و روایت کلاسیک، آشکارا به تعریف کردن صفات شخصیت‌ها می‌پردازد. این شخصیت‌ها همچنین اغلب فعال و هدف گرا هستند.

## تولید
نحوهٔ تولید فیلم‌های کلاسیک، یا به شیوهٔ تولید با سیستم استودیوهای هالیوود انجام می‌شد یا از سیستم ستاره‌ای برای تولید بهره می‌برد، که با هر دوی این شیوه‌ها که شیوهٔ استاندارد شناخته می‌شدند، فیلم‌های متعددی تولید شد.
در تولید این فیلم‌ها، تمامی دست‌اندرکاران فیلم (اعم از بازیگران، کارگردانان و…)، همگی به‌طور خاص، کارمندان استودیوی فیلمسازی محسوب می‌شدند. این روش منجر به یکنواختی خاصی در ساخت فیلم می‌شد و سبک فیلم را به گونه‌ای یکسان درمی‌آورد. بدین ترتیب کارگردان‌های هر استودیو، به عنوان کارمند و نه به عنوان هنرمند تشویق به فعالیت می‌شدند و به همین دلیل خلاقیت و شکوفایی کمتر مجال عرض اندام می‌یافت. (اگر چه برخی از کارگردانان، مانند آلفرد هیچکاک، جان فورد، هوتعیین نمودن دوره‌های مختلف برای دوران کلاسیک هالیوود، در حالی که مرزهای مبهمی میان این دوره‌ها وجود دارد، چندان مقدور نیست. دوران کلاسیک به‌طور کلی در سال ۱۹۲۷ با ارائهٔ فیلم خواننده جاز آغاز گردید، امّا این دوران در هالیوود، به تدریج با فروپاشی نظام استودیویی، ظهور تلویزیون، و محبوبیت رو به رشد فعالیت‌های مستقل در میان کارگردانان و افزایش اختیارات و توانایی‌های آن‌ها و همین‌طور با نفوذ روزافزون فیلم‌های خارجی رو به افول گذاشت و کم‌کم فیلمسازی مستقل رواج بیشتر یافت.
همچنین در سال ۱۹۴۸، دادگاه عالی ایالات متحده، عملیات رزرو و بلوک سالن‌های نمایش و به مالکیت درآوردن تئاترهای زنجیره‌ای توسط کمپانی‌های بزرگ فیلمسازی را که در بالا شرح آن ذکر شد، غیرقانونی دانست و این شیوه را به عنوان به عنوان یکی شیوه‌های منجر به ایجاد تشکیلات ضد رقابتی و نوعی روش انحصاری کردن تجارت، تلقی کرد. تصمیمی که یک ضربهٔ کاری و مهم به سیستم استودیویی تولید فیلم بود، و ضمن پاکسازی و از میان برداشتن این شیوه، راه را برای ورود تعداد فزاینده‌ای از تولیدکنندگان مستقل (که برخی از آن‌ها خود، بازیگر بودند) به صنعت سینما گشود. در نتیجه هیچ‌یک از استودیوهای فیلم [حتی استودیوهای کوچک]، برای تولید محصولات سینمایی خود، با دخالت استودیوهای بزرگ مواجه نشدند.